# 深堀大尉事件
深堀大尉事件是台灣日治初期1897年發生，由日本陸軍步兵大尉深堀安一郎（1863－1897年）率領的台灣高山探險隊一行，全隊在奇萊山區失蹤遭擊殺的事件。台灣在1895年日清馬關條約割讓給日本，日本領台平定平地之後隨即展開台灣高山的探險。1896年日本參謀本部陸軍步兵中尉長野義虎經由八通關古道、關門古道東西來回橫斷中央山脈探查台灣內山形勢並攀登台灣最高峰玉山（當時又稱）探險成功之後，鼓舞了台灣總督府軍務局陸軍部再派遣5支探險隊伍進行高山探勘，其中編為第2班的「中央橫斷隊」陸軍步兵大尉深堀安一郎等一行十四人於1897年1月出發，進行中央山脈橫斷道路及鐵道測量，在2月預計通過東西分水嶺奇萊山前往花蓮港時失聯。搜救隊在3月發現深堀等人遺物，證實遭襲擊遇害，推定遭泰雅、賽德克或太魯閣族人擊殺。

## 背景
深堀安一郎出身於長崎縣肥前國西彼杵郡深堀村四百六番地士族的軍人世家，父親深堀弼之大尉曾在西鄉從道都督麾下參與台灣征伐。安一郎在甲午戰爭時已升任大尉，在朝鮮戰場立功贈勳正七位勳六等，日本領台後被派遣到台灣守備隊第一連隊擔任中隊長。1897年1月6日，深掘進入軍務局後，自願擔任第2班探險隊隊長，並受命前去埔里社一帶至東海岸探查鐵路及道路路線，探險隊中還有台灣總督府民政部殖產局蕃務課技師林學士原音吉、負責地圖測量的板倉龜五郎等成員。深掘接受軍務局命令要旨為以下幾點：
1. 以埔里社為出發點，方向訂為東方，儘可能不要依通往分水嶺之清國舊道而抵達花蓮港，希研擬在40日以內能回臺北之計畫。
2. 本次著眼點並非以威力壓制蕃人進行，儘量安撫蕃社，請依照向蕃社說明取得許可後再往其他蕃社移動方式進行之。
3. 研究經過道路建鐵路、開道路之難易。
4. 研究沿途之地形、殖產及其他各部蕃社風俗[9]。

軍務局試圖尋求可避開中央山脈，直接抵達台灣東部的通道，因此在第1項提及避開清國舊道，即八通關古道，尋找其他不必穿越中央山脈，即可通往台灣東部的路線。

## 過程
官方調查顯示探險隊在1月11日從台北出發，15日抵達，22日抵達濁水溪上游霧社溪米納肯溪谷德路固群（又有譯哆囉咕、德鹿谷、太魯閣）的薩斗社（又有譯沙都）原預定停留7天，期間給予族人苛刻待遇，又在進行測量任務時辱罵毆打好奇圍觀的當地族人，引起族人怨恨，後來在1月28日原來的嚮導和通譯因為染上瘧疾、天氣惡劣嚴寒降雪、又害怕要前往後山花蓮未知危險敵對勢力範圍而自行離開了探險隊。在沒有嚮導、只剩下通漢語官話的通譯下，深堀大尉一行在天氣惡劣嚴寒降雪在德路固群部落停留十天後的2月初仍繼續盲目往後山出發，新徵用的德路固嚮導在語言不通、為避開後山的敵對太魯閣群部落而不往東改往北將探險隊帶往泰雅族馬力巴群白狗社（《台灣府志》稱福骨社）的勢力範圍。白狗社在清代開山撫番有遭討伐的慘痛歷史，深恐深堀大尉一行如清代舊事一般是隨後討伐軍的前導部隊，於是拒絕探險隊進入，探險隊只好退回薩斗社。深堀大尉仍舊堅持要從薩斗社往東出發翻越中央山脈，但是過了許多天花蓮港端一直不見探險隊出現。埔里社撫墾署派出的搜救隊3月中在合歡山南方、奇萊山西方、濁水溪上游霧社溪米納肯溪谷（日语：ミナッケン溪），即在合歡瀑布下方發現深堀等人遺物，證實遭襲擊遇害。3年後1900年的搜索，在德路固群的薩斗社找到了疑似探險隊成員的5具頭骨和更多的遺物。日方推定是德路固族人在山上無法忍受嚴寒暴雪的天氣，於是反抗擊殺深堀大尉一行。

## 後續
為紀念此事件，將事發地點附近米納肯溪谷號稱為「日本帝國第一大瀑布」的合歡瀑布（日语：合歡瀧）命名為，另將奇萊南峰西南側約一公里的山峰、後來的能高越嶺道能高駐在所（今天池山莊）西北側依託的山頭命名為（今又另稱「奇萊主山南南峰」）。為此事件對霧社區域進行五年長期「生計大封鎖」，禁止食鹽、鐵器、槍彈等日用品輸入山區，逼迫族人求和，後續「人止關之役」、「姊妹原事件」、「太魯閣戰爭」、「霧社事件」等一連串與賽德克、太魯閣等族人衝突的肇始。